# Glan (Gurk)
Die Glan (slowenisch Glina) ist ein Fluss im österreichischen Bundesland  Kärnten. Sie entspringt in der Gemeinde Techelsberg und mündet in Ebenthal in die Gurk.

## Verlauf
Die Glan hat keine gefasste Quelle. Sie entsteht durch die Vereinigung von drei Quellbächen, die  an der Ostseite des Taubenbühels in den Ossiacher Tauern als Abfluss von Feuchtarealen entstehen. Sie fließt zunächst nordwärts, dann ostwärts, Feldkirchen streifend, durch Mittelgebirge und das Glantal, dessen Zentrum der Ort Glanegg ist.
In Sankt Veit an der Glan wendet sie sich nach Süden, bevor sie das Zollfeld durchfließt  und Klagenfurt streift. In Ebenthal nimmt sie mit der Glanfurt (Sattnitz) das Wasser des Wörthersees auf und mündet ein paar Kilometer weiter in die gut doppelt so wasserreiche Gurk. Ihr mittlerer Abfluss beträgt kurz vor der Mündung 8,75 m³/s.
Ihre Länge beträgt vom Ursprung (Klammbachmündung) bis zur Mündung in die Gurk 64,329 km, das Einzugsgebiet beläuft sich auf 826,51 km².

## Glanradweg
Etwa von St. Veit an der Glan über Maria Saal bis Klagenfurt verläuft auf etwa 17 km die überwiegend geschotterte und praktisch Kfz-freie Radroute Glanradweg.  Von St. Veit führt der Radweg auch im Glantal über Glanegg bis St. Martin (Feldkirchen in Kärnten).

## Wasserqualität
Insbesondere durch die Spanplattenfabrik Funder Industrie GmbH in Sankt Veit war die untere Glan früher der meistverschmutzte Kärntner Fluss. Inzwischen ist sie jedoch saniert und weist durchgehend Gewässergüteklasse II auf (Stand 2005).
Mittlerweile werden die Abwässer der Stadt Sankt Veit an der Glan gemeinsam mit jenen der Gemeinden Glanegg, Liebenfels, Frauenstein und St. Georgen am Längsee in der Kläranlage am östlichen Ortsende von Glandorf biologisch geklärt. Das gereinigte Abwasser wird in die Glan abgeleitet.

## Name
Der Name „Glan“ kommt aus dem Keltischen und bedeutet „hell, klar, glänzend, fließend“; zudem war Glan bzw. Glanos der Name eines keltischen Wassergottes.
Mit einer Furt der Glan, einer „Glanfurt“, versuchte man auch den Namen der Stadt Klagenfurt zu erklären. Heute ist man der Überzeugung, der Stadtname komme vom slow. Cviljovec, was so viel wie „Ort am (bzw. im) Wasser“ bedeutet. 
Mit dem Namen der Glan ebenfalls in keinerlei Zusammenhang steht auch der mehrere Kilometer südlich verlaufende Wörtherseeabfluss mit der amtlichen Bezeichnung Glanfurt, der seit dem 16. Jahrhundert im Volksmund allgemein Sattnitz nach dem benachbarten Höhenzug genannt wird, während in den Schreibstuben der aus dem Keltischen herrührende alte Name Lanquart (= krummer Bach) über Langfart, Langfurt schließlich zu Glanfurt wurde.
Nach dem Fluss ist in Wien seit 1953 die Glangasse benannt.

## Nebenbäche
Die Glan hat ein Einzugsgebiet von 825,2 Quadratkilometern, ihre größten Nebenbäche sind:
| Name                     | Mündungsseite | Mündungsort            | Einzugsgebiet in km² |
| ------------------------ | ------------- | ---------------------- | -------------------- |
| Klammbach                | links         | Dellach                |                      |
| Roggbach                 | links         | Raunach                | 047,2                |
| Liembergbach (Feistritz) | links         | Liebenfels             | 050,1                |
| Mühlbach                 | links         | Sankt Veit an der Glan | 023,3                |
| Wimitz                   | links         | Sankt Veit an der Glan | 131,2                |
| Wölfnitzbach             | rechts        | Feschnig               | 074,9                |
| Glanfurt                 | rechts        | Ebenthal               | 229,9                |

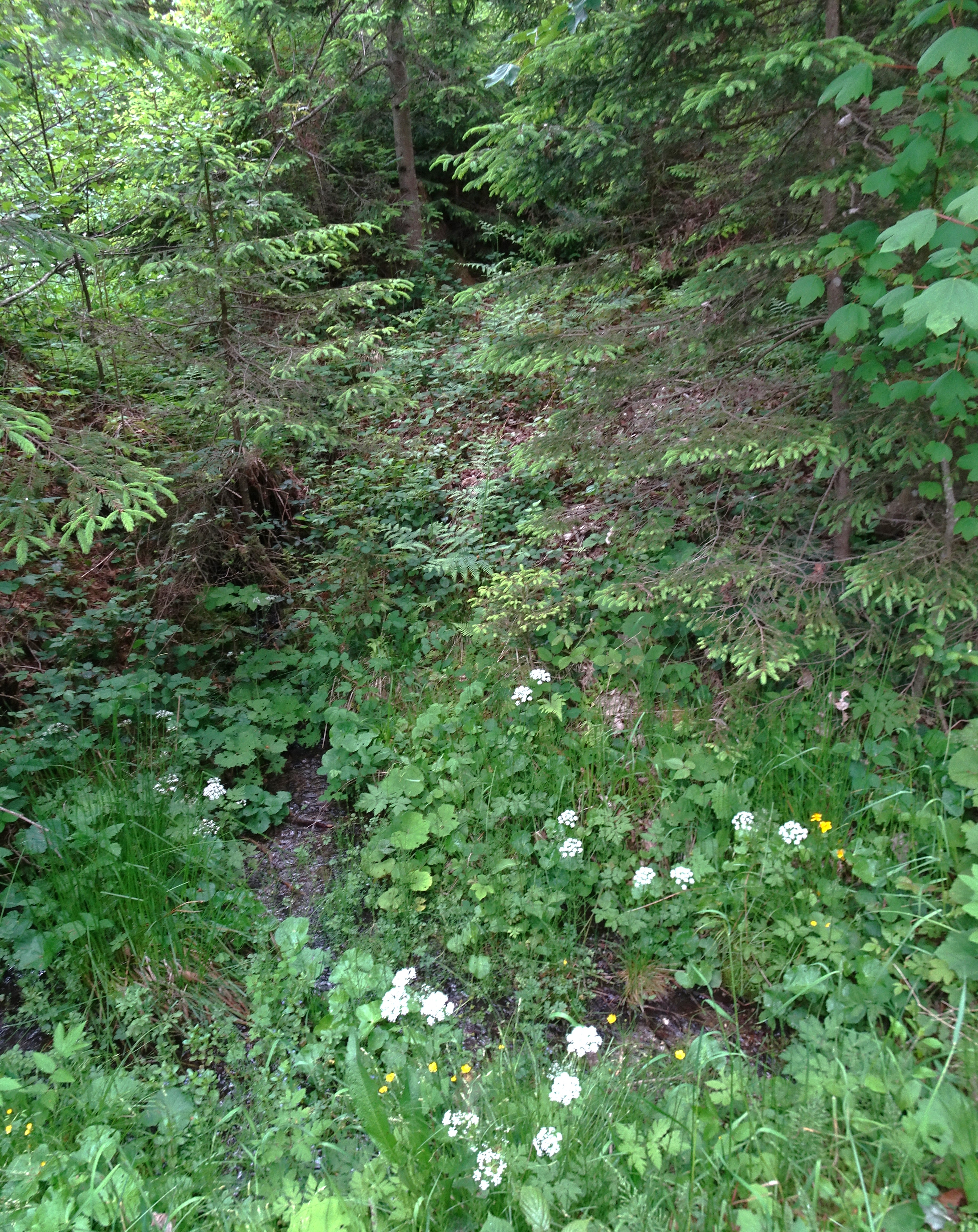
Ursprung eines Quellbaches der Glan
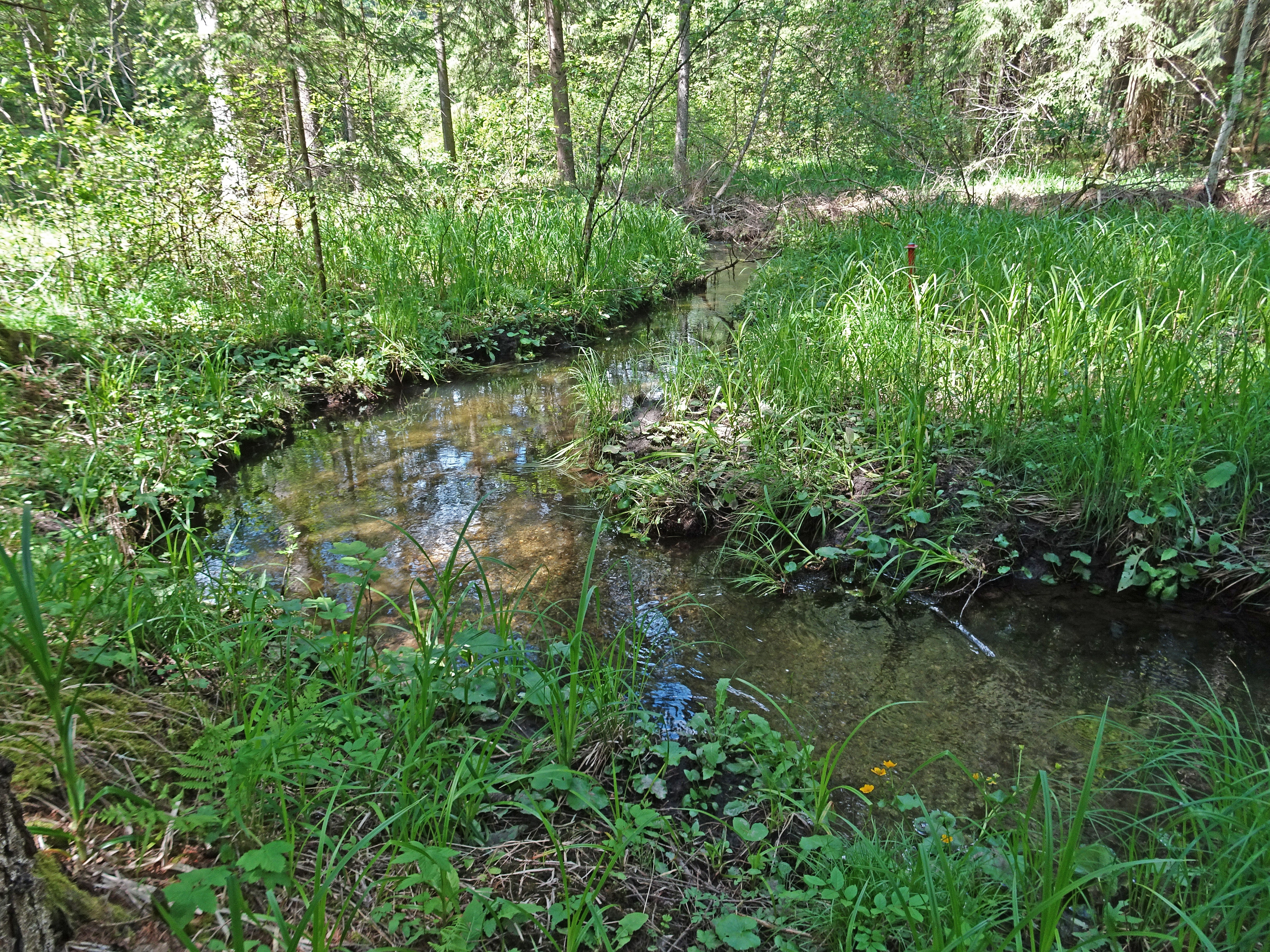
Die Glan im Grenzgebiet zwischen Techelsberg und Feldkirchen in Kärnten
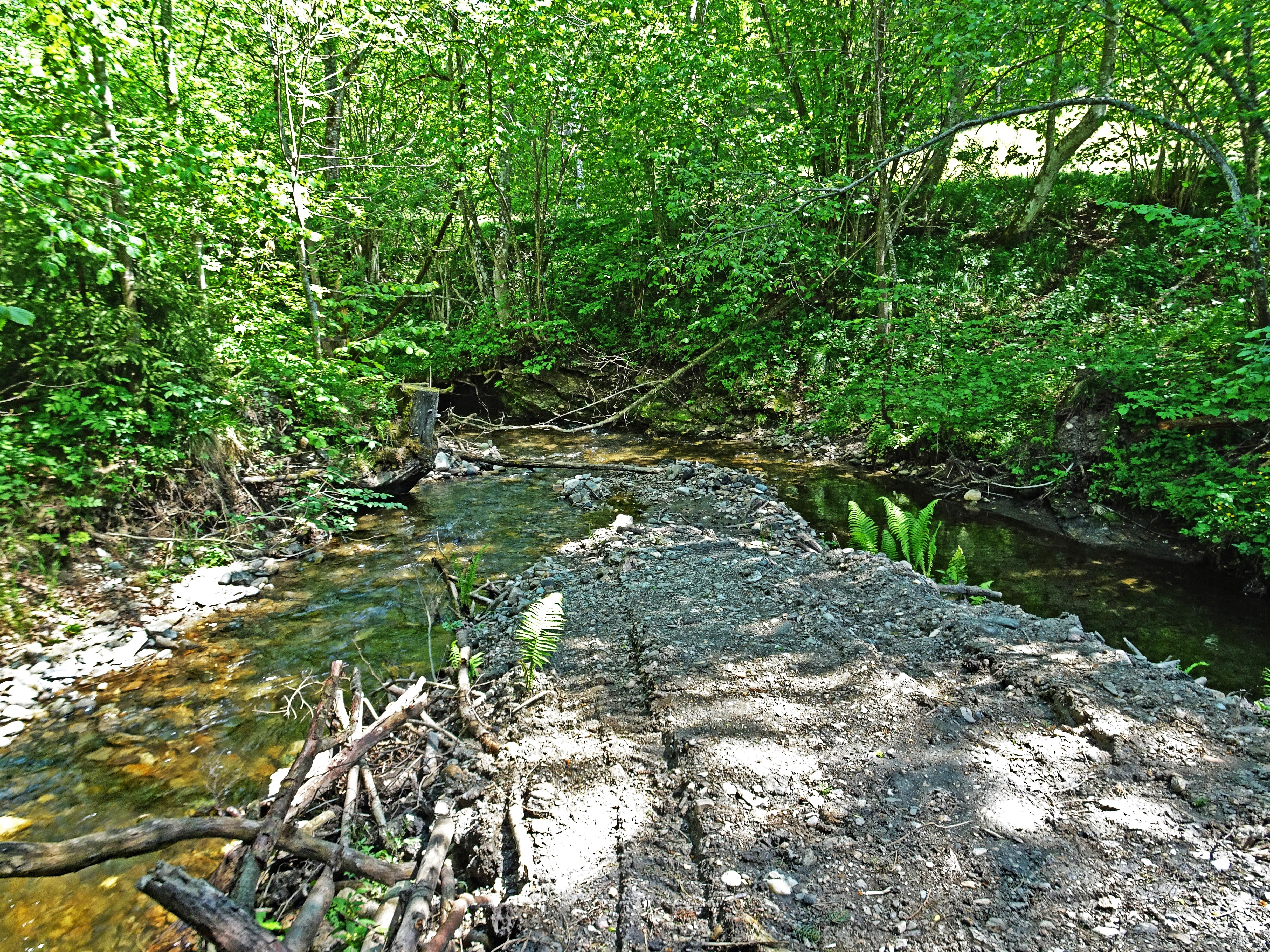
Mündung des Klammbaches (links) in die Glan (rechts)